# Angela Andreoli
Angela Andreoli (Brescia, 6 juni 2006) is een Italiaans toestelturnster. Ze hielp het Italiaanse team mee aan een zilveren medaille in de landenmeerkamp op de Olympische Spelen van 2024.

## Biografie
Andreoli begon eerst te voetballen zoals haar oudere broer. Toen ze zes was ging ze turnen na het zien van een documentaire erover op tv.
Op haar 17e begon ze deel te nemen aan internationale wedstrijden en in 2022 maakte ze haar debuut als senior op de DTB Pokal Stuttgart 2022, waar ze het goud op de vloer won en met het Italiaanse team zilver behaalde. Op de Europese kampioenschappen in München won het Italiaanse team het goud en Andreoli het brons op de vloer.
In 2023 werd ze tweede met Italiaanse team op de Europese kampioenschappen. Later dat jaar nam ze deel aan de wereldkampioenschappen in Antwerpen. Het Italiaanse team eindigde er op de vijfde plaats.
In 2024 op de Europese kampioenschappen in Rimini behaalde ze opnieuw de eerste plaats met het Italiaanse team en individueel behaalde ze het brons op de vloer.
Op de Olympische Spelen in Parijs behaalde ze met het Italiaanse team de zilveren medaille . Het was de eerste Olympische medaille in de teammeerkamp voor Italië sinds 1928.

## Resultaten
| Jaar | Plaats                         | Resultaten   |
| ---- | ------------------------------ | ------------ |
| 2022 | Europees kampioenschap Munchen | team · vloer |
| 2023 | Europees kampioenschap Antalya | team         |
| 2023 | Wereldkampioenschap Antwerpen  | 5e team      |
| 2024 | Europees kampioenschap Rimini  | team · vloer |
| 2024 | Olympische Spelen Parijs       | team         |